# Stephanie Graf
Stephanie Graf (Klagenfurt, 26 de abril de 1973) é uma antiga atleta austríaca, especialista de corridas de meio-fundo. Foi medalha de prata na prova de 800 metros, tanto nos Jogos Olímpicos de Sydney em 2000, como nos Campeonatos Mundiais de Edmonton em 2001, atrás de Maria Mutola em ambos os casos.
Foi campeã austríaca de 800 metros em quatro anos consecutivos (de 1994 a 1997) e campeã de 1500 metros em 1993 e 1994.
O tempo de 1:56.64 minutes, feito na final olímpica de 2000, é o actual recorde austríaco de 800 metros.
Depois de vários outros sucessos, Graf abandonou a sua carreira desportiva em 2004. Porém, em 2010, a Agência Austríaca de Anti-Dopagem abriu um processo contra ela, por suspeita de ter utilizado dopagem sanguínea.

## Recordes pessoais
Outdoor
| Prova  | Marca   | Data                   | Local    |
| ------ | ------- | ---------------------- | -------- |
| 200 m  | 25,42 s | 15 de setembro de 1996 | Dublin   |
| 400 m  | 52,69 s | 12 de junho de 1999    | Tel Aviv |
| 800 m  | 1.56,64 | 25 de setembro de 2000 | Sydney   |
| 1000 m | 2.34,47 | 28 de agosto de 1998   | Bruxelas |
| 1500 m | 4.13,58 | 21 de agosto de 1996   | Linz     |

Indoor
| Prova | Marca   | Data                    | Local |
| ----- | ------- | ----------------------- | ----- |
| 400 m | 53,67 s | 13 de fevereiro de 2000 | Viena |
| 800 m | 1.55,85 | 3 de março de 2002      | Viena |